# 山戸村
山戸村（やまとむら）は山形県西田川郡にあった村。現在の鶴岡市南西部、羽越本線五十川駅の南東一帯、五十川中流域にあたる。

## 地理
- 山：藤倉山、鎧岳
- 河川：五十川

## 歴史
- 1892年（明治25年）10月7日 - 温海村の区域の一部（大字山五十川・戸沢）が分立して発足。
- 1916年（大正5年）12月頃 - 村役場が移転[1]。
- 1954年（昭和29年）12月21日 - 山戸村、温海町、福栄村及び念珠関村が合併し、改めて温海町が発足。同日、山戸村が廃止。